# Ulrika
Ulrika je žensko osebno ime

## Izvor imena
Ime Ulrika je ženska oblika imena izpeljana iz imena Urh

## Pogostost imena
Po podatkih Statističnega urada Republike Slovenije je bilo na dan 31. decembra 2007 v Sloveniji 6 oseb z imenom Ulrika.

## Osebni praznik
Ulrika praznuje goduje 4. julija.